# Benjamin Lischka
Benjamin Lischka (Gießen, 21 giugno 1989) è un cestista tedesco.